# Monje (Argentina)
Monje es una localidad del departamento San Jerónimo, en el centro-sur de la provincia de Santa Fe, Argentina, ubicada sobre la RN 11, actualmente con acceso a la autopista Rosario - Santa Fe, a orillas del río Coronda. Se encuentra ubicada en la margen derecha del río Coronda, a 94 km de la ciudad de Santa Fe y a 74 km de Rosario. 
Su actividad económica principal es la agricultura (soja, trigo y maíz) la ganadería. Como lugar de atracción y como una incipiente pero creciente actividad económica se utiliza las costas del río Coronda. Cuenta con un balneario que alberga a muchas personas de la región durante la época de verano, realizando todos los años la fiesta del balneario con la actuación de bandas musicales y la elección de la reina, convocando gran cantidad de público como lo sucedido en el año 2006 donde se contó con más de 10 000 personas y el Domingo 12 de enero de 2013 donde la fiesta contó con cerca de 20 000 personas. El balneario, denominado La Boca, está ubicado justo sobre la desembocadura del arroyo Monje en el río Coronda, cuenta con baños públicos, zona de camping, zona de asadores, una playa natural, además de poseer un destacamento policial, un centro de primeros auxilios, una capilla, despensas.
En el año 2015 y 2016 se llevó a cabo en dicha localidad la Agroactiva, exposición anual relacionada con el sector agrario. La concurrencia a dicho evento fue de alrededor de 250.000 personas en el año 2015 y de 280.000 en el 2016.
La localidad cuenta con almacenes, despensas, verdulerías, carnicerías, kioscos, tiendas, zapaterías, dos casas de sepelios, correo, comisaría, juzgado de paz, un dispensario, servicio de telefonía fija e Internet provistos por la cooperativa COSMOL. 
Además, por la ruta nacional 11 y la provincial 65, circulan colectivos de transporte público de pasajeros, los cuales hacen recorridos entre las ciudades de Rosario y Santa Fe, desde y hacia la ciudad de Gálvez, desde y hacia la ciudad de San Genaro y la localidad de Irigoyen. Las empresas que circulan son: Tata Rápido  que realiza el tramo Rosario-Santa Fe e ingresa por ruta nacional 11 a todas las localidades intermedias entre ambas ciudades y también brinda el servicio Rosario-San Genaro; empresa galvense la cual cubre el tramo entre la ciudad de Rosario y Gálvez como así también desde Rosario a Irigoyen y desde Cañada de Gómez a Santa Fe.

## Límites
Limita al norte con la localidad de Barrancas. Al sur con la localidad de Maciel y Puerto Gaboto. Al este con la provincia de Entre Rios (separada zona de islas del río Paraná) y al oeste con la localidad de Díaz.

## Población
Cuenta con 2412 habitantes, según censo 2022, datos publicados por el INDEC https://censo.gob.ar/index.php/gobiernos-locales/

## Accesos
Por ruta nacional n.º 11, ruta que corre con sentido sur-norte; ruta provincial n.º 65 la cual discurre sentido este-oeste (llegado al límite con la provincia de Córdoba, se convierte en la ruta provincial n.º 2, jurisdicción de Córdoba, la cual conecta con la ciudad de Villa Maria), por Autopista AP-01 que une Rosario con Santa Fe

## Parajes
- Balneario La Boca
- Estancia La Dora
- Boliche Pérez

## Santa Patrona
- Ntra. Sra. del Valle, festividad: 2.° sábado de Pascuas

## Creación de la comuna
- 18 de noviembre de 1904

## Entidades recreativas
- Granaderos S.R (creado el 1 de enero de 1912)
- Club Atlético San Julián (creado el 27 de enero de 1932)

## Festividades
- 8 de diciembre: Conmemoración del Día de la Inmaculada Concepción de la Virgen María
- Tradicional Cena de Los Ravioles (Granaderos SR) 2ª quincena de julio
- Tradicionales Fiesta Vascas (San Julián) Domingo anterior al feriado del Día de la Raza
- Fiesta nacional del sábalo. Segundo domingo de junio, en conmemoración del natalicio de José Ignacio Walker

## Escuelas
- Escuela Primaria Nº286 "Juan Baltazar Maziel"
- Escuela Secundaria Nº362"San José de Calasánz"
- Taller de Educación Manual Nº48 "Pablo Pizzurno"
- Escuela de Jóvenes y Adultos N.º 80 Grado Radial Monje
- Escuela N.º 6237 Santiago Derqui - Balneario La Boca
- Anexo Escuela de Enseñanza Media Para Adultos (EEMPA) n.° 6275, el cual funciona en las instalaciones de la escuela n.° 362 y depende de su sede ubicada en la localidad de Barrancas.

## Biblioteca popular
- Biblioteca Popular  "Alfonsina Storni"

## Cine
- En enero de 2021 El actor Rafael Ferro estuvo rodando una película en la localidad.

## Personas célebres
- Nery Pumpido: Ex arquero del seleccionado nacional de fútbol quien resultara campeón del mundial llevado a cabo en México en el año 1986. Actualmente es entrenador de fútbol.
- Miguel Vilar: Fundador del SAMCO que brinda servicios de salud hasta la fecha. Destinado a cubrir las necesidades de atención médica y odontológica de las personas en situación de mayor vulnerabilidad.

## Presidentes comunales
Nicanor Alzugaray 1904-1907
Meliton Gomez     1907-1911
Moises Rochenn    1911
Pablo Fondevilla  1911
Pantaleon Gomez   1911
Juan Barfunell    1911
Domingo de Pro    1911- 1912
José Zuccali      1912
José Almiroll     1912
Jose Fagundes     1912
Meliton Gomez     1912-1913
Jose Zuccali      1913-1918
Nicanor Alzugaray 1918- 1920
Meliton Gomez     1920-1923
Mariano Bosch     1923-1924
Meliton Gomez     1924- 1930
José Luis Nicolini 1930-1932
Juan Monetto       1932-1933
Mariano Bosch      1933- 1935
Dermidio Pérez     1935- 1938
Andres Bonaldi     1938-1941
Antonio Pumpido    1941-1945
Luis P. Frattoni  1945-1955
Maria Ines Gomez   1955-1957(Intervención Rev. Libertadora)
Segundo Gobbo      1957-1958(Intervención Rev. Libertadora)
Segundo Gobbo      1958- 1960(Electo)
Romelmo Ferrini    1960-1963
Pedro Dotto        1963-1965
Balbino Sartori    1965-1969
Jose N. Fernández  1969-1973
Angel Diez         1973-1976 
Guillermo Guevara  1976-1978(Intervención Proc.Reorg.Nacional)
Juan Carlos Zuccali1978-1981(Intervención Proc.Reorg.Nacional)
Santiago Alfieri   1981-1983(Intervención Proc.Reorg.Nacional)
Jaime Moraguez     1983-1985 
Mario Pascual Dipente1985-1999 
Mario Alberto Diez   1999-2003 
Mario Pascual Dipente 2003-2011 
Pedro José Severini  2011-2021
Susana Gobbo 2021-2025.